# Lucidář

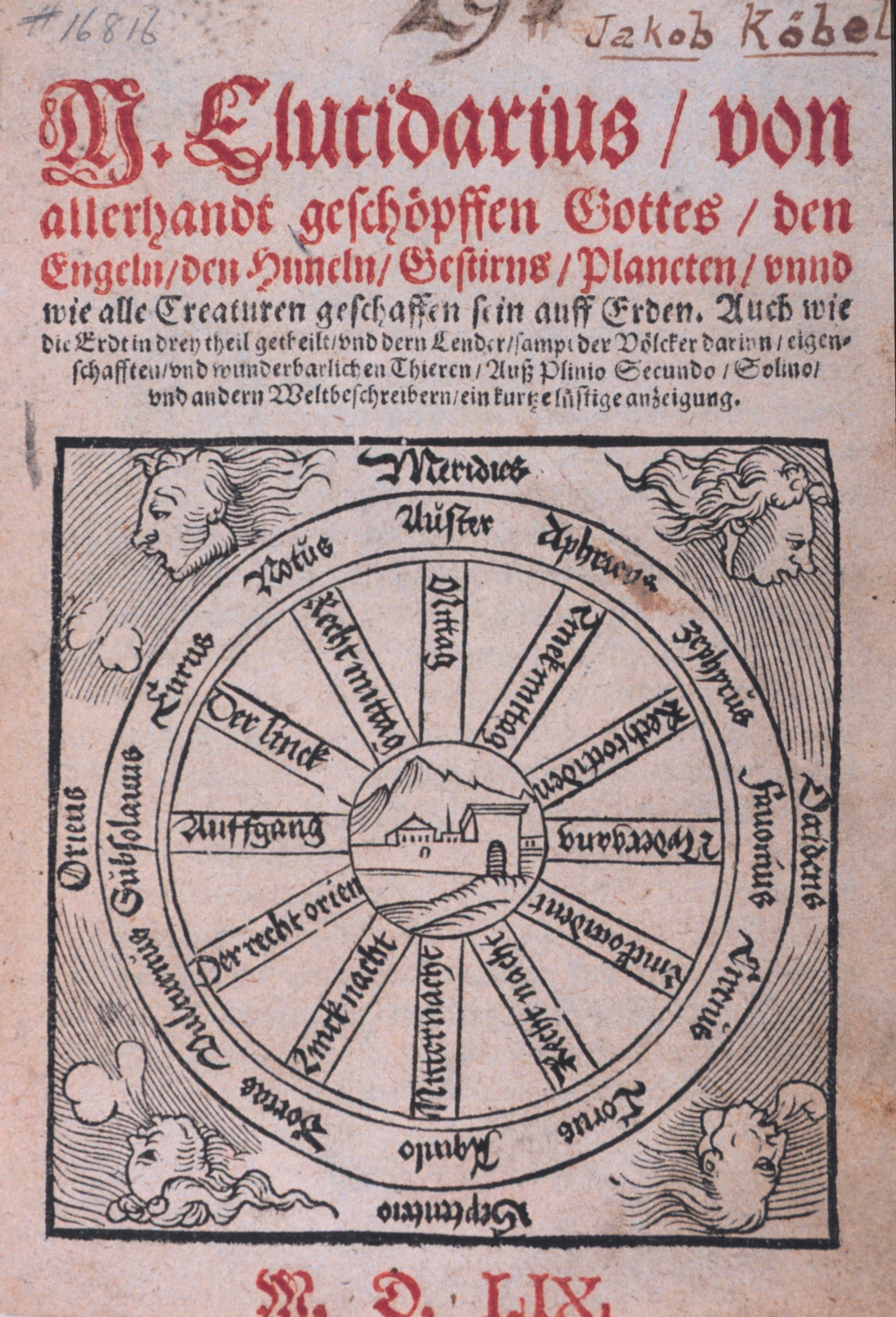
Na titulní straně německého překladu z 1559 je zobrazeno dvanáct směrů větrné růžice kompasu.

Lucidář, též Lucidarius, Elucidarius nebo Elucidarium (z latinského lucidarium od lux, světlo – vlastně "osvětlovatel, vysvětlovatel") je středověká encyklopedie vědomostí, podávající informace zejména ve věcech víry a o světě. Je psána formou otázek a odpovědí a měla sloužit jako příručka pro nižší a méně vzdělané duchovenstvo. Elucidarium je pro dnešní badatele zdrojem informací o představách a úrovni znalostí tehdejších lidí.

## Vznik
Autorem spisu byl zřejmě benediktinský mnich Honorius Autunský ovlivněný Anselmem z Canterbury a Janem Scotem Eurigenou. V latinském jazyce byl spis vydán počátkem 12. století jako soubor tehdejších znalostí z nejrůznějších oborů: náboženství, přírodovědy, kosmologie, zeměpisu, lékařství, hudby, práva, filozofie atd. V zájmu srozumitelnosti a čtivosti si autor vytvořil dvě imaginární postavy, které čtenáře svým dialogem provázejí celým spisem. Dílo bylo přeloženo nejen do češtiny, ale i do mnoha dalších jazyků: francouzštiny, provensálštiny, italštiny, němčiny, španělštiny, islandštiny, švédštiny, dánštiny, ruštiny, polštiny a chorvatštiny. Překlady do jiných jazyků nejsou doslovné, neboť překladatelé si vybírali pasáže, které považovali za zajímavé či důležité, a mnohdy si přidávali vlastní texty podle aktuální situace.

## Překlad do češtiny
Nejstarší český překlad pocházející z poloviny 15. století vyšel pod názvem Encyklopedie Lucidář. Mladší verzí je český prvotisk z roku 1498 Počíná se Lucidář o rozličných věcech, jenž sú na nebi a na zemi i v vodách (názvem je jeho incipit, původním pravopisem Počzina ſe Lucidarz O rozlicznych wietzech, jenž ſu na nebi na zemi y v wodach, vydáno u Mikuláše Bakaláře v Plzni).
Překlad vznikl pravděpodobně v 15. století v pražském klášteře na Slovanech. Lucidárium obsahuje dva hlavní tematické okruhy: okruh náboženský a okruh světský. Náboženské téma je poplatné době vzniku, ale téma světské je velmi zajímavé. Autor například píše o Zemi nikoli jako o ploché desce umístěné v prostoru, ale jako o kouli, která je obklopená mořem. Země v tomto moři pluje jako "žloutek ve vejci". Hovoří také o Asii, Evropě a Africe (Austrálie a Antarktida nebyly tehdy ještě známy). Naproti tomu se nezmiňuje o Americe, přestože k jejímu objevení došlo šest let před vydáním této encyklopedie. Honorius Autunský zde překvapivě uvádí znalost faktu, že odliv a příliv vznikají vlivem Měsíce a také zná a objasňuje vliv větru na příliv a odliv. Autor dále popisuje také podivuhodné bytosti složené zčásti z lidských a zčásti ze zvířecích těl. Tito lidé-nelidé žijí podle autora kdesi v Asii. Takové popisy byly součástí tehdy velmi oblíbených tzv. bestiářů. Příkladem je bestiář "Ptačí zahrádka" a "Nové rady"

### Bestiář

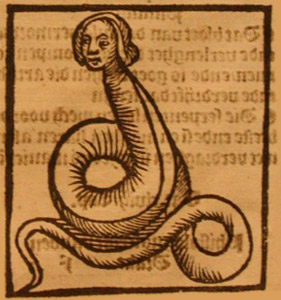
Hadovité stvoření s ženskou hlavou zvané Draconcopedes na ilustraci z knihy Vincenta z Beauvais Speculum Naturale (Zrcadlo přírody), která je součástí jeho encyklopedie Speculum Maius (Velké zrcadlo).

Bestiář "Ptačí zahrádka" a "Nové rady" přeložil z latiny do češtiny roku 1366 mistr Bartoloměj z Chlumce zvaný Klaret (1320-1370), jenž byl pravděpodobně lékařem arcibiskupa Arnošta z Pardubic (1297-1364). Bartoloměj z Chlumce původně zamýšlel napsat celkem šest knih, vznikl pouze tento Bestiář, v němž se zabývá 136 létavci. Kromě ptáků také hmyzem nebo netopýry, a také tvory fantaskními, jako jsou například srdcojídek, pták Noh či bájný Fénix.

## Kontext
Lucidář je řazen mezi ostatní známá česká středověká díla stejně jako píseň "Hospodine, pomiluj ny" – původně staroslověnský, počeštěný chorál z 11. či 12. století nebo chorál "Svatý Václave, vévodo české země", druhá nejstarší, původně česká píseň, pocházející z 12. století. Patří sem i česká verze eposu Alexandreis z přelomu 13. a 14. století a Mandevillův cestopis, přeložený z němčiny Vavřincem z Březové. K velmi známým středověkým dílům patří i tzv. Klaudiánka, nejstarší tištěná mapa Čech. Ta je zajímavá svým převráceným obrazem krajiny. Důvodem pro toto nezvyklé zobrazení bylo její určení jako mapa pro poutníky do Svaté země.